# Cuș cuș

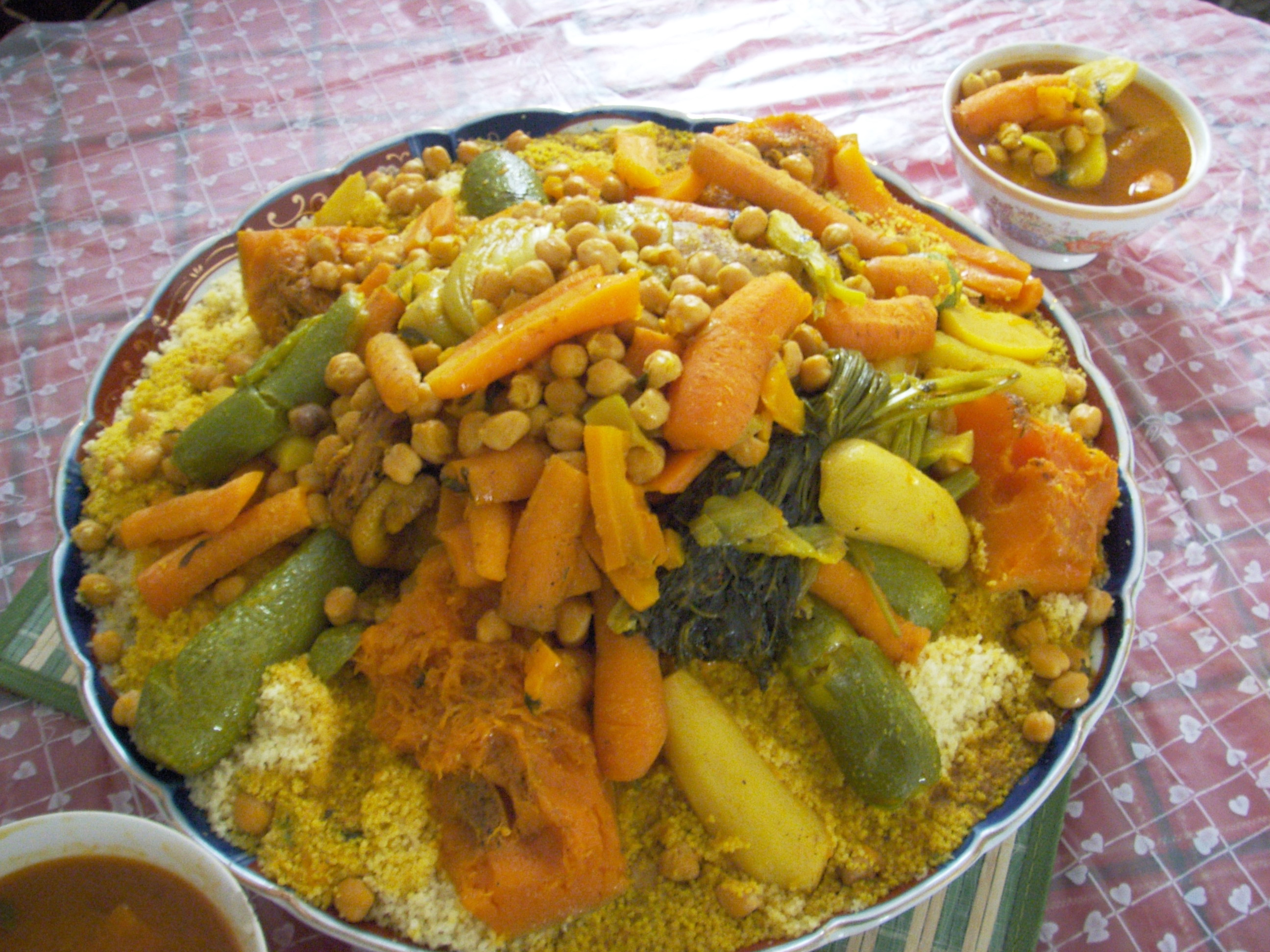
Cușcuș cu vegetale și năut

Cușcuș este o mâncare făcută în principal din griș, tradițională în țările arabe din nordul Africii, care a pătruns și în bucătăriile europene.